# Grube (Neutrebbin)
Grube ist ein Dorf, das heute zur Gemeinde Neutrebbin im Landkreis Märkisch-Oderland gehört.

## Geographische Lage
Grube befindet sich südöstlich von Neutrebbin in direkter Nachbarschaft und liegt etwa zwölf Kilometer südöstlich von Wriezen.
Im Jahre 2005 lebten etwa 75 Einwohner im Ort.

## Geschichte
Der Name Grube ist hergeleitet von Graue, eine Bezeichnung für die im Sumpfland höher gelegenen Heuwiesen. Ursprünglich sollte der Ort Carlshof heißen, seit 1769 heißt er aber Grube. Von 1753 bis 1754 bauten zehn Kolonisten ihre Gehöfte auf. Im Jahre 1769 siedelten hier 15 Familien. Um 1800 lebten hier zehn Ganzbauern, zwei Halbbauern, zwei Einlieger und ein Krüger, es waren insgesamt 114 Einwohner. Im Jahre 1900 lebten hier nur noch 77 Personen. Zu der Zeit wurde im Dorf die Gänsemast betrieben, 1900 gab es 6139 Gänse im Ort.
Das Dorf wurde 1935 nach Neutrebbin eingemeindet. Die Höfe des Ortes gehörten ab 1953 zur LPG Morgenrot in Neutrebbin.

## Besondere Gebäude
Das Spritzenhaus wurde wahrscheinlich in der zweiten Hälfte des 19. Jahrhunderts erbaut. Hier stand die fahrbare Spritze der Feuerwehr. Heute wird das Gebäude als Leichenhalle genutzt. Das Haus wurde aus Ziegel- und Feldstein errichtet.
Der Hof Grube 21 besteht aus Wohnhaus, Viehstall und Schweinestall. Das Wohnhaus wurde 1904 erbaut. Es ist eingeschossig und hat ein Satteldach. Vor dem Eingang befindet sich eine Laube aus Holz.
Die Hofanlage Grube 30 ist der Hof eines Mittelkolonisten. Bis zum Jahre 1938 wurde hier die Gänsemast betrieben. Das Wohnhaus wurde Anfang des 19. Jahrhunderts, der Stall im Jahre 1900 erbaut.
An der Straße Grube 40 befindet sich eine Getreidemühle mit Lager und Werkstattgebäuden. Auch hier wurde Gänsemast betrieben. Die Mühle wurde zur Erzeugung von Futter genutzt. Ab 1953 nutzte die LPG Morgenrot die Mühle. Die Mühlentechnik ist aus dieser Zeit erhalten Das Gebäude der Mühle und die anderen Gebäude wurden im Jahre 1900 erbaut.